# قتل الإله
قتل الإله أو قاتل الإله هو مصطلح يمكن تطبيقه على أي اله، لكنه يشير بالمعنى العام للكلمة إلى صلب المسيح من قبل اليهود بحسب المعتقد الرائج في الديانة المسيحية حيث يمثل المسيح يسوع أحد جوانب الله الثلاثة.

## أصل الكلمة
يرجع أصل المصطلح إلى القرن السابع عشر إبان العصور الوسطى الاتينية ("deicidium") يتكون هذا المصطلح من كلمتين لاتينيتين: هما deus وتعني «الله أو اله» والكلمة المضافة في اخرها -cidium «فتعني قطع، قتل».

## كتابات العهد الجديد

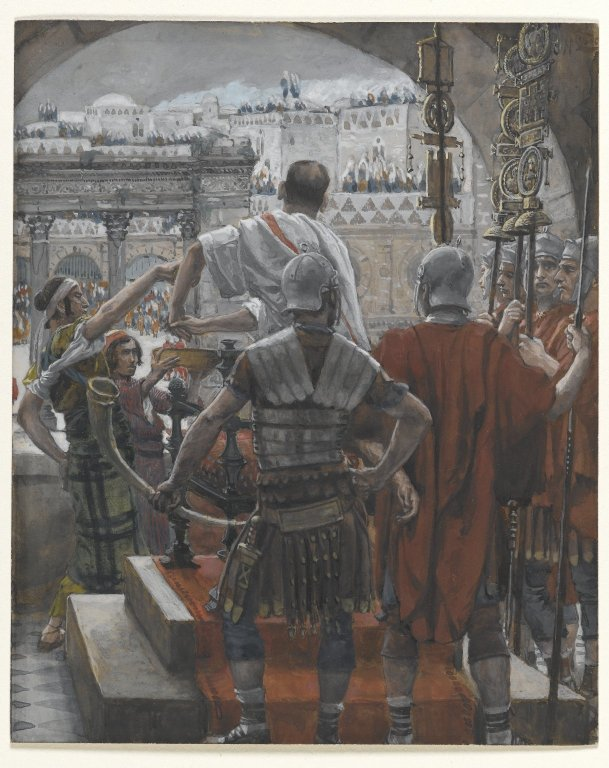
بيلاطس يغسل يديه لجيمس تيسو – متحف بروكلين

بحسب كتاب يوحنا 18:31 فقد اتهمت عشائر الفريسيون اليهودية الموجودة في القدس، المسيح يسوع بازدراء الدين اليهودي، وهي جريمة مصيرها الإعدام بموجب قانون التوراة، وسعوا لإعدامه لكن السلطات اليهودية زعمت أنها تفتقر إلى السلطة لقتل يسوع، وبالرغم من أن الأساس القانوني لتلك التهمة مشكوك في صحتها؛ بحسب الملاحظات التاريخية ليوحنا 18:31 في ندوة يسوع قال أحبارهم: «"إنه غير قانوني بالنسبة لنا: دقة هذا الادعاء مشكوك فيه."» بالإضافة إلى ذلك، سجل كتاب يوحنا 7:53-8:11 تربص اليهود بيسوع عند عودته إلى المعبد من جبل الزيتون، وأحضروا له امرأة الزانية راغبين في رجمها وفق ما تنص عليه شريعة موسى لاختباره، فقال يسوع جملته الشهيرة «من كان منكم بلا خطيئة فليرجمها بالحجارة» ثم أعاد كتابتها على الأرض، فانفض اليهود من حوله، وسجل ذلك كتاب أعمال الرسل للقديس إسطفانوس.
أحضر اليهود يسوع إلى الحاكم الروماني لمقاطعة «يهودا» بيلاطس البنطي، الذي كان مترددًا وترك خيار إعدام يسوع للناس. وفقًا للكتاب المقدس، أمر الحاكم بجلد يسوع. وقال بيلاطس وهو يغسل يديه إنه لن يتحمل اللوم عن موت يسوع، فأجابه الحشد، "دمه علينا ولأطفالنا". في كتابات الإنجيل تم تصوير الحاكم بيلاطس البنطي على أنه شريك متردد في موت يسوع. يقول علماء العصر حديث أنه من المرجح أن الحاكم الروماني بيلاطس لن يواجه أي مشكلة في إعدام أي قائد يمثل أتباعه تهديداً محتملاً للحكم الروماني. بيد أن كتابات الإنجيل ربما قد قللت من دور الرومان في وفاة يسوع في وقت كانت فيه المسيحية تكافح للحصول على القبول في العالم الروماني.

## التحليل المسيحي

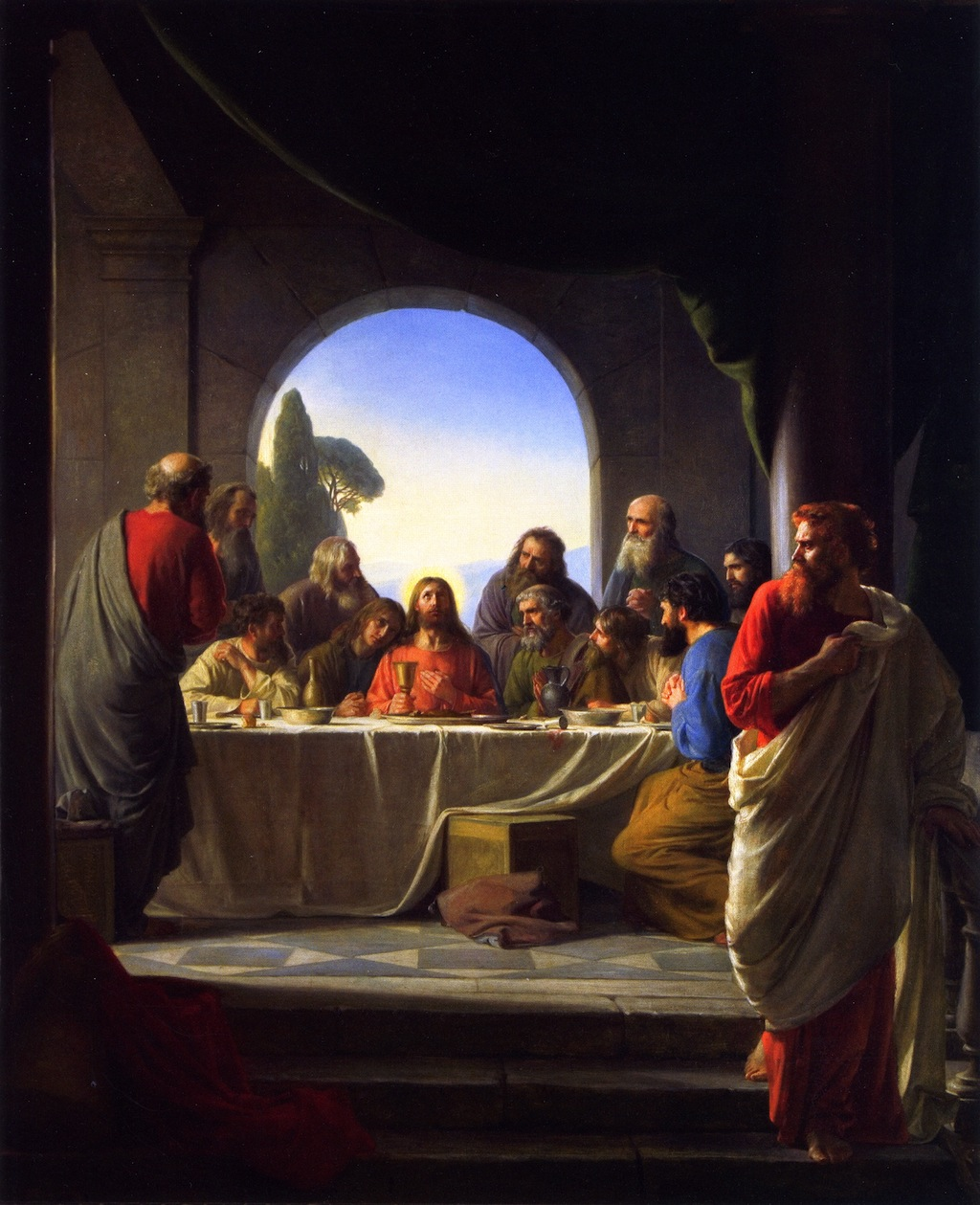
يهوذا يغادر العشاء الأخير لوحة للفنان الدنمركي كارل بلوش نهاية القرن التاسع عشر.

تشير الكنيسة الكاثوليكية وغيرها من الطوائف المسيحية إلى أن موت يسوع كان ضروريًا لإزالة الخطيئة الجماعية للجنس البشري. حيث يُنظر إلى صلب يسوع على أنه مثال على محبة المسيح الأبدية للبشرية وتضحية من جانب الله للإنسانية.. ويدعي إنجيل يهوذا الغنوصيين أن يسوع هو من أمر يهوذا الإسخريوطي ببدء سلسلة الأحداث التي ستؤدي إلى وفاته.
فيما يلي آية من ترنيمة كتبت في عام 1892 لاستخدامها في كنيسة إنجلترا لدعوة الله لتحويل اليهود إلى المسيحية:
- بالرغم من أن الدم غدر وانسكب،
- على سباق سيتبعه هلاك،
- دع الفضيلة تطهر الذنب،
- تذيب الصلابة، وتطارد الكآبة.
- ارفع الحجاب من قلبك،
- اجعلهم بني إسرائيل حقًا،
- اجتمعوا مرة أخرى للحصول على الكثير وجزءًا من نسل عائلتك الحقيقي.[7]

رفض بعض الحركات المسيحية استخدام الكتاب العبري، رد أوغستين أن الله اختار اليهود كشعب مميز، واعتبر أن تشتت الشعب اليهودي من قبل الإمبراطورية الرومانية كان بمثابة تحقيق للنبوءة.

## في الأساطير الأخرى

### الأساطير المصرية
في الديانة المصرية القديمة قتل ست إله الصحراء، والعواصف أوزيريس إله البعث والحساب والذي قامت الألهة إيزيس بإحياءه بعد ذبحه،
في المصادر اليونانية، حل تايفوس محل ست كقاتل.

### الأساطير اليونانية
كان كرونوس يلتهم كل أبناءه بعد أن سمع بأن أحدهم سيستولي على عرشه، لكن زوجته استطاعت تهريب أحد أبناءها الذي عاد طالبا للعرش في حرب عظيمة، استطاع خلالها زيوس إطلاق سراح أشقاءه.
وإبان الحرب الكبرى للسيطرة على العالم حاول الجبابرة استخدامها مخلوق نصف ثور ونصف الثعبان يدعى أفيوتوروس، يقال إن أحشاءه تمنح القدرة على هزيمة الآلهة لمن يستطيع حرقها. فأرادوا استعماله ضد الأوليمبيين وهم الآلهة الكبرى في مجموعة الآلهة الإغريقية يتصدرهم زيوس.

### الميثولوجيا الإسكندنافية
- خدع لوكي حور لقتل بلدير.
- انتقد فالي وفاة بلدير بقتل حور.
- معظم الشخصيات الرئيسية تموت في راجناروك. وفقًا لـ جيولافيجنان، يقتل جورمونجراندر ثور بتسممه، فنير يقتل أودين، بينما يقتل كل من هيمدر ولوكي.

### الأساطير اليابانية
- مات إيزانامي أثناء الولادة لإله النار كاجيتسوشي.
- يمكن تقديم حجة مفادها أن إعلان الإنسانية شكل من أشكال القتل ضد ألوهية الإمبراطور وخط أجداده.
- قطع والد كاجيتسوشي، ازيناجي، رأس كاجيتسوشي حزنًا.

### البوذية
- تشمل الجرائم المدرجة في خطايا الأنانتاريكا كارما قتل أرهات وإراقة دماء بوذا.
- حاول ديفاداتا وأجتاشاترو قتل غوتاما بودا.

### الأساطير هاواي
يقتل النبي لانيكولا، أتباع الإله المحتال بهولو في جزيرة لاناي في هاواي.

### أساطير الأزتك
خدع تيزكاتليبوكا منافسه كيتزالكواتل الذي كان حاكم المدينة الأسطورية حيث جعله يفرط في الشهوة وشرب الخمر مما أجبره على المنفى. بسبب العار حرق كيتزالكواتل نفسه حتى الموت.